# Granville Bates
Granville Bates (7 de enero de 1882 – 8 de julio de 1940) fue un actor que solía interpretar a gente corriente y jugadores de poca monta que apareció en más de noventa películas.

## Biografía
Bates nació en Chicago en 1882. Comenzó su carrera cinematográfica en la década de 1910 en los estudios Essanay de la industria cinematográfica de Chicago. Apareció en Broadway a finales de los años 20 y principios de los 30, especialmente en la producción original de Merrily We Roll Along (1934) de George S. Kaufman y Moss Hart. También fue el director de la producción original de Twentieth Century (1932).
Desde los años 30, apareció en varias películas clásicas, aunque a veces no acreditado. Recibió una mención favorable por personajes como el de Mi esposa favorita (My Favorite Wife, 1940), donde interpretaba a un juez irascible, y acerca del que el crítico del periódico The New York Times, Bosley Crowther escribió: «El Sr. Bates merece mención aparte por su magistral creación cómica». Otro crítico del New York Times señaló que «Edward Ellis y Granville Bates provocaron ayer a una audiencia temprana una risa suave en una secuencia breve pero silenciosamente divertida» en Chatterbox (1936), mientras que Crowther elogió su trabajo en Men Against the Sky (1940), diciendo: «Las interpretaciones de los jugadores son del tipo bursátil y peatonal, excepto la de Granville Bates como un cínico banquero». Bates murió de un ataque al corazón en 1940.

## Filmografía seleccionada
- Young Mother Hubbard (1917) - James
- The Kill-Joy (1917) - The Crab
- Jealousy (1929) - Abogado
- The Sap from Syracuse (1930) - Nycross
- Honor Among Lovers (1931) - Clark
- The Smiling Lieutenant (1931) - cobrador de facturas (no acreditado)
- The Wiser Sex (1932) - Editor de la Ciudad
- Midnight (1934) - Henry McGrath
- Woman in the Dark (1934) - Sheriff Grant
- Woman Wanted (1935) - Casey (escenas eliminadas)
- Pursuit (1935) - Auto Camp Proprietor
- O'Shaughnessy's Boy (1935) - Doctor
- I Live My Life (1935) - capitán de yate (no acreditado)
- Chatterbox (1936) - Philip Greene Sr
- Here Comes Trouble (1936)
- The Music Goes 'Round (1936) - orador político (no acreditado)
- 13 Hours by Air (1936) - Pop Andrews
- Times Square Playboy (1936) - Mr. Mort Calhoun
- Hearts Divided (1936) - Robert Livingston (no acreditado)
- Poppy (1936) - Mayor Farnsworth
- The Captain's Kid (1936) - Sheriff Pengast
- The Plainsman (1936) - Van Ellyn
- Sing Me a Love Song (1936) - Mr. Goodrich (no acreditado)
- Beloved Enemy (1936) - Ryan
- Larceny on the Air (1937) - Prof. Rexford Sterling
- Breezing Home (1937) - Head Politician (no acreditado)
- Green Light (1937) - Sheriff
- The Great O'Malley (1937) - Jake, dueño de un bar (no acreditado)
- When's Your Birthday? (1937) - Juez O'Day
- Nancy Steele Is Missing! (1937) - Joseph F.X. Flaherty
- Waikiki Wedding (1937) - Tío Herman
- Let's Get Married (1937) - Hank Keith
- The Good Old Soak (1937) - Sam (no acreditado)
- Mountain Justice (1937) - Juez Crawley en el juicio de Jeff
- Make Way for Tomorrow (1937) - Mr. Hunter (no acreditado)
- Wings over Honolulu (1937) - dependiente en colmado (no acreditado)
- They Won't Forget (1937) - Detective Pindar
- It Happened in Hollywood (1937) - Sam Bennett
- Back in Circulation (1937) - Dr. Evans
- The Perfect Specimen (1937) - Hooker - dueño de garaje
- Under Suspicion (1937) - K.Y. Mitchell
- Mannequin (1937) - Mr. Gebhart (no acreditado)
- Wells Fargo (1937) - Bradford - Banker
- The Buccaneer (1938) - caballero que quiere rendirse (no acreditado)
- The Jury's Secret (1938) - Juez Pendegast
- Gold Is Where You Find It (1938) - Nixon (escenas eliminadas)
- The Adventures of Marco Polo (1938) - comerciante veneciano (no acreditado)
- Go Chase Yourself (1938) - Halliday
- Romance on the Run (1938) - Phelps
- Cowboy from Brooklyn (1938) - Pop Hardy
- Mr. Chump (1938) - Abner Sprague
- The Affairs of Annabel (1938) - Mr. Fletcher
- Youth Takes a Fling (1938) - Mr. Judd
- Garden of the Moon (1938) - Angus McGillicuddy
- A Man to Remember (1938) - George Sykes
- Young Dr. Kildare (1938) - Harry Cook (no acreditado)
- The Sisters (1938) - Taft Election Announcer (no acreditado)
- Hard to Get (1938) - Juez Harkness
- The Shining Hour (1938) - segundo hombre en el avión (no acreditado)
- Next Time I Marry (1938) - H.E. Crocker
- The Great Man Votes (1939) - el alcalde
- Blackwell's Island (1939) - alcaide Stuart 'Stu' Granger
- Twelve Crowded Hours (1939) - James McEwen
- Sweepstakes Winner (1939) - Pop Reynolds
- Naughty but Nice (1939) - Juez Kenneth B. Walters, tribunal superior de justicia
- At the Circus (1939) - (no acreditado[6])
- Indianapolis Speedway (1939) - Mr. Greer
- Espionage Agent (1939) - Phineas T. O'Grady
- Fast and Furious (1939) - Chief Miller
- Pride of the Blue Grass (1939) - Coronel Bob Griner
- Eternally Yours (1939) - capitán de navío (no acreditado)
- Our Neighbors – The Carters (1939) - Joseph Laurence
- Charlie McCarthy, Detective (1939) - Juez Black (no acreditado)
- Of Mice and Men (1939) - Carlson
- Thou Shalt Not Kill (1939) - Mr. Miller
- Internationally Yours (1939)
- Brother Rat and a Baby (1940) - Médico #1 (no acreditado)
- Granny Get Your Gun (1940) - Tom Redding
- Millionaire Playboy (1940) - Stafford
- My Favorite Wife (1940) - Juez Bryson
- Brother Orchid (1940) - superintendente de Pattonsville
- The Mortal Storm (1940) - Profesor Berg
- Anne of Windy Poplars (1940) - Dr. Walton (no acreditado)
- Private Affairs (1940) - Juez Samuel Elmer Hamilton
- Flowing Gold (1940) - Charles Hammond / Shylock
- Men Against the Sky (1940) - Mr. Burdett (último papel cinematográfico)